# Christian Obrist

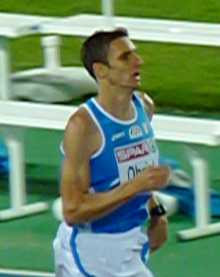
Christian Obrist bei den Europameisterschaften 2010

Christian Obrist (* 20. November 1980 in Brixen) ist ein 
italienischer Leichtathlet, der auf den 1500-Meter-Lauf spezialisiert ist.

## Leben
Obrist nahm für die italienische Nationalmannschaft an den Crosslauf-Europameisterschaften 1999 teil. Beim 1500-Meter-Finale der Leichtathletik-Europameisterschaften im Jahre 2002 in München und 2006 in Göteborg erreichte er das Ziel jeweils an siebter Position. Bei den Weltmeisterschaften 2003 kam er bis ins Halbfinale. Bei der Golden Gala in Rom lief er am 13. Juli 2007 mit 3:35,75 min die achtbeste Zeit des Jahres. Sein größter Erfolg war das Erreichen des Finales bei den Olympischen Sommerspielen 2008 in Peking, wo er schließlich als Zwölfter ins Ziel kam. Bei den Halleneuropameisterschaften 2009 wurde er Sechster, bei den Weltmeisterschaften im selben Jahr schied er im Vorlauf aus. In Barcelona bei den Europameisterschaften 2010 kam er auf Platz sieben.
Seine persönliche Bestleistung erzielte er im September 2007 in Rieti, wo er die Strecke in 3:35,32 Minuten lief. Der Südtiroler gehört zur Sportgruppe der Carabinieri von Bologna. Bei einer Körpergröße von 1,86 m beträgt sein Wettkampfgewicht 66 kg.